# Чэн-ди
Чэн-ди (кит. упр. 孝成帝, пиньинь xiàochéngdi, палл. Сяочэн-ди, личное имя Лю Ао кит. упр. 劉驁, пиньинь Liú áo, палл. Лю Ао, 51 до н. э. — 7 до н. э.) — двенадцатый император империи Хань в Китае, правил с 33 до н. э. до 7 до н. э. Сын императора Юань-ди и императрицы Ван.

## Происхождение и ранние годы
Женой Юань-ди была императрица Ван, которую выбрала ему из самых красивых девушек ещё его мать. Дополнительно у него были две любимые наложницы — Фу (傅昭儀) и Фэн Юань (馮昭儀); у каждой было по сыну. Лю Ао стал наследником как сын самой императрицы Ван.
Принц Кан — сын наложницы Фу — отличался многочисленными достоинствами, тогда как принц Ао интересовался преимущественно женщинами и пьяными оргиями. Однако братья вместе воспитывались и дружили. Интриги с целью заменить наследника престола окончились безрезультатно.

## Характеристика правления
Отец вдовствующей императрицы Ван в своё время получил титул хоу, который позднее унаследовали братья императрицы. Клан Ван стал усиляться, представители клана стали поочерёдно занимать должность верховного главнокомандующего, которая в 8 до н. э. досталась Ван Ману — племяннику вдовствующей императрицы.
Историки оценивают правление Чэн-ди как период деградации империи, когда коррупция достигла чудовищных размеров, а бунты стали подниматься по всей стране. Хотя в исторических сочинениях говорится, что император полностью подчинялся своей матери и дядям семейства Ван, данное мнение является преувеличенным.
Негативная оценка историков деятельности императора связана также с тем фактом, что подготовилась почва для взлёта Ван Мана и ликвидации династии.
Ситуация, когда вдовствующая императрица забирала власть и насаждала на высшие должности родственников из своего клана потом часто повторялась в восточноханьский период.

## Семья и наследование

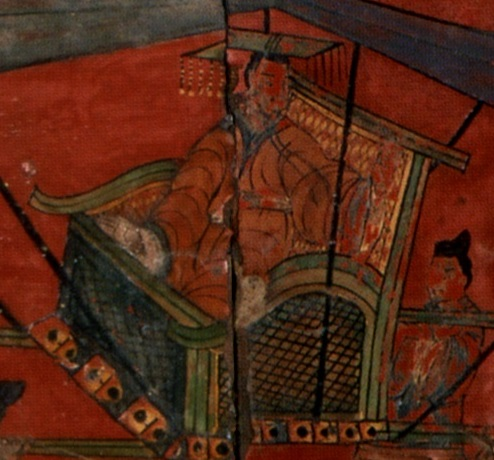
Чэн-ди

Жена императора Сю не могла родить детей. Так же не было детей у первой любимой наложницы Бин.
Он взял себе в наложницы двух сестёр-танцовщиц Чжао Фэйянь (趙飛燕) и Чжао Хэдэ (趙合德). Сестрицы Чжао вступили в сложные дворцовые интриги, к ним плохо относилась вдовствующая императрица Ван.
Точно так же не было детей у следующей фаворитки, наложницы Ли.
В 9 до н. э., когда вопрос о наследии стал остро, наследником стал сын его брата Лю Кана — Синь, ставший вскоре императором Ай-ди; его мать при этом сделала огромные подарки вдовствующей императрице Ван.
Когда император внезапно умер, ничего не осталось делать, как возвести Ай-ди на трон. Когда императрица Ван организовала следствие в гаремах покойного императора, выяснилось, что у него было два ребёнка от других наложниц в 12 до н. э. и в 11 до н. э., но оба были убиты практически сразу после рождения по указанию сестёр Чжао.
Император умер в результате передозировки афродизиака, который ему дала Чжао Хэдэ.

## Эры правления
- Цзяньши (кит. трад. 建始, пиньинь jìan shĭ): 32—28 год до н. э.
- Хэпин (кит. трад. 河平, пиньинь hé píng): 28—25 год до н. э.
- Яншо(кит. трад. 陽朔, пиньинь yáng shùo): 24—21 год до н. э.
- Хунцзя (кит. трад. 鴻嘉, пиньинь hóng jīa): 20—17 год до н. э.
- Юнши (кит. трад. 永始, пиньинь yŏng shĭ): 16—13 год до н. э.
- Юаньянь (кит. трад. 元延, пиньинь yúan yán): 12—9 год до н. э.
- Суйхэ (кит. трад. 綏和, пиньинь sūi hé): 8—7 год до н. э.